# Fred Holland Day
Fred Holland Day   (Boston, 23 de juliol de 1864 - Norwood, 2 de novembre de 1933) va ser un fotògraf i editor nord-americà.
Va néixer a Norwood que en aquella època pertanyia a Dedham i situada a poca distància de Boston. Va ser fill únic del matrimoni format per Lewis Day i Anna Smith, ambdós, provinents de riques famílies que van fer la seva fortuna amb la indústria de l'adobament del s. XIX. La seva família pertanyia a una classe social benestant i va ser educat al col·legi privat Chauncey School de Boston. En els seus anys d'estudiant va estar interessat en literatura i poesia, especialment en Keats, no començant a practicar la fotografia fins a 1887. Ja des de molt jove va començar a demostrar gran interès per l'art, la literatura i la poesia. El seu gran ídol va ser el poeta del romanticisme britànic John Keats, que va exercir una evident influència en la seva posterior obra, sobretot en aquelles inspirades en la mitologia grega sobre la qual Keats va escriure els seus millors poemes: "Oda a Psique", "Oda a una urna grega "i" Oda a un rossinyol ", peces clàssiques de la literatura anglesa. La seva idolatria pel poeta va ser tal que una altra de les seves activitats al llarg dels anys va ser dedicar-se a col·leccionar tot tipus d'objectes relacionats amb ell i finançar una escultura de l'autor.